# 斜土路

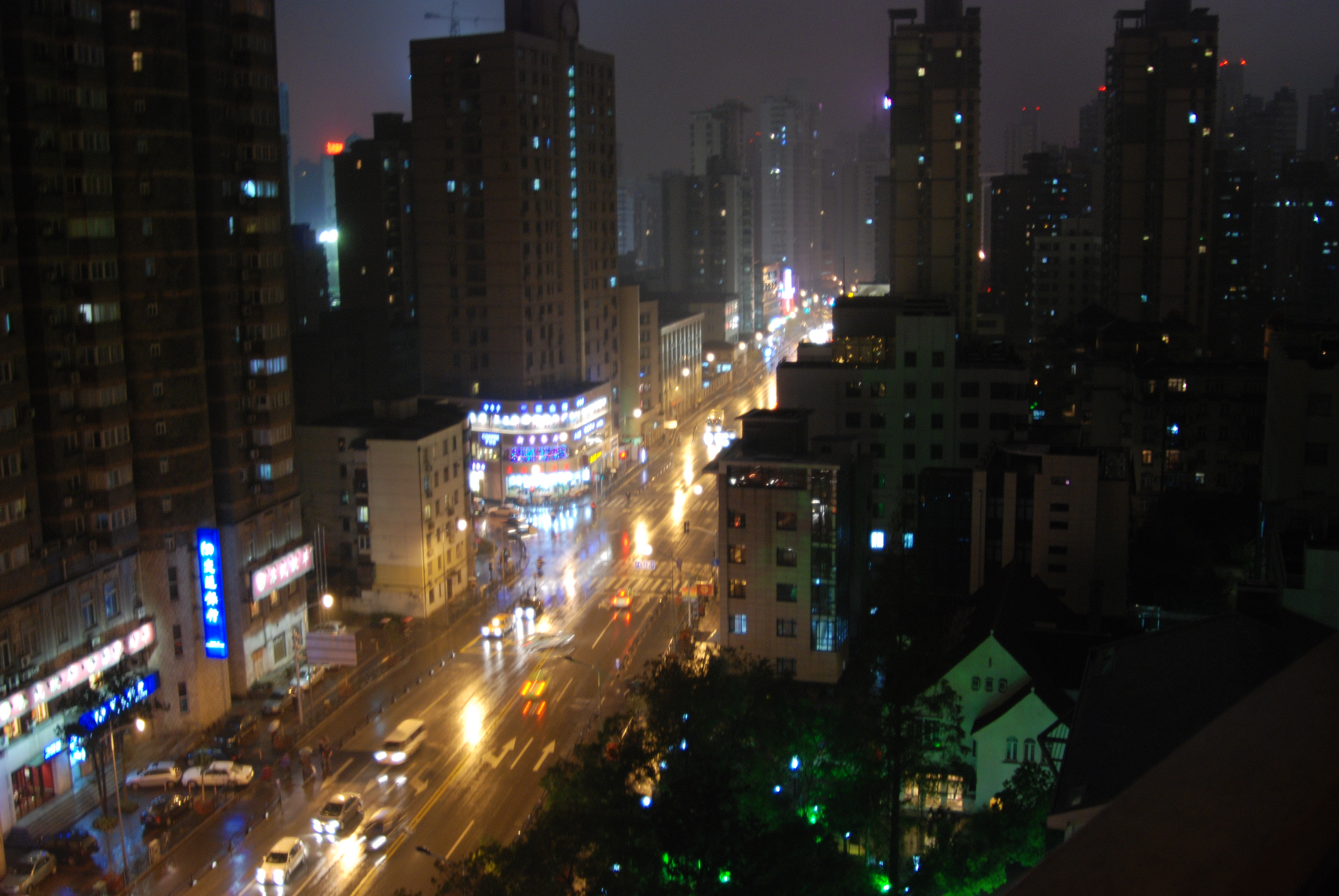
斜土路夜景

斜土路是中国上海市跨黄浦区和徐汇区的一条街道，东西走向，东起制造局路，西至漕溪北路。长5505米，宽10米到29米。
斜土路与其北侧的肇嘉浜路-徐家汇路以及南侧的零陵路、瞿溪路相平行。与其交汇的南北向道路有制造局路、局门路、蒙自路、鲁班路、打浦路、瑞金南路、大木桥路、小木桥路、枫林路、东安路、宛平南路、天鈅桥路等。
斜土路修筑于1914年，因东起斜桥南首，西至土山湾而得名。
斜土路沿路传统上为为工厂和工人住宅区。西端于1975年建造了上海体育馆。1990年代以后，斜土路沿路工厂陆续外迁，演变成为新兴住宅区。

## 交会道路（东向西）
- 制造局路
- 斜土支路
- 局门路
- 蒙自路
- 鲁班路
- 打浦路
- 瑞金南路
- 合宝路、茶陵北路
- 大木桥路
- 小木桥路
- 枫林路
- 东安路
- 宛平南路
- 南丹东路
- 双峰北路
- 天钥桥路
- 零陵路